# Chris Liebing
Christopher «Chris» Liebing (Gießen, 11 de desembre de 1968) és un discjòquei de música techno alemany, productor musical, propietari d'un segell discogràfic i presentador de ràdio. Va encunyar el terme schranz de l'escena de música electrònica.

## Trajectòria
Liebing ha actuat en festivals de ball com Love Parade, Mayday, Nature One, Rave On Snow i Time Warp, i en discoteques com Space Eivissa, Amnesia i Fabric. El 1996 va fundar el segell alemany de techno Fine Audio Recordings, en el qual s'han publicat diversos dels seus treballs així com l'àlbum debut Early Works (2002). Fins al 1998 va fer de resident a la discoteca Omen de Frankfurt del Main. El juny de 2003 es va publicar el seu segon àlbum, Evolution, amb el seu segell CLR.
El 2001, Chris Liebing va ser nominat en quatre categories als German Dance Awards i va guanyar el premi al Millor productor i Millor Recopilació de remescles. Als German Dance Awards de 2003 va ser guardonat amb el títol de millor DJ nacional .
El 2015, Liebing va explicar en una entrevista que és vegà des del 2011.

## Discografia
Recopilatoris de remescles
- Audio Compilation Vol. 2 (Fine Audio Recordings, 1999)
- U60311 Compilation Techno Division Vol. 1 (V2 Records, Inc. 2001)
- U60311 Compilation Techno Division Vol. 4 (V2 Records, Inc. 2004)
- Live in Beograd (2005)
- Live @ Womb (Tokyo, 2006)
- Chris Liebing Presents Spinclub Ibiza – Season 2 – The Complete Collection (Spinclub Recordings, 2008)
- 10 Years CLR (2010)
- Live At Nature One (CLR, 2008)

Àlbums
- 2002: Early Works
- 2003: Evolution
- 2018: Burn Slow (amb Ralf Hildenbeutel)
- 2021: Another Day (amb Ralf Hildenbeutel)